# Latinska kriget
Latinska kriget (340 f.Kr. - 338 f.Kr.) var en konflikt mellan romerska republiken och deras grannfolk, latinarna. Kriget ledde till att det latinska förbundet upplöstes och deras mark inkorporerades i den romerska intressesfären. De forna medlemmarna i latinska förbundet fick vissa rättigheter och begränsade och varierande former av romerskt medborgarskap.
Den huvudsakliga orsaken till att det latinska kriget bröt ut var att det latinska folket ville bli jämbördiga Rom. År 340 f.Kr. skickades en delegation till den romerska senaten för att försöka få till stånd en gemensam republik med Rom där båda parter - Rom och det latinska förbundet - skulle bli jämbördiga. Rom, som tidigare hade varit ledare i det latinska förbundet, nekade. Detta var krigets utlösande faktor. 
Båda parter var vid denna tid inblandade i det första samnitiska kriget där de stred tillsammans med campanier mot samniterna. Romarna drog sig först ur kriget medelst en vapenvila  och bytte sedan sida. På så sätt gick romare samniter och peligner samman mot latinarna, campanier, laurenterna och equiterna. 
Latinarna gick in i Samnium medan den romersk-samnitiska armén gick till Fucine-sjön. På så sätt kringgick man Latium och tog sig in i Kampanien. Från Kampanien attackerade romarna latinarna och campanerna nära Vesuvius. I slaget vid Vesuvius besegrade romarna latinarna.
Ett år senare besegrade Manlius latinarna vid slaget vid Trifanum. Latinarna tvingades lämna Kampanien och retirera till Latium där de under lång tid förgäves bekämpade de romerska styrkorna. De besegrade latinarna tvingades underkasta sig. Några latinska städer romaniserades, andra blev delvis romaniserade medan ytterligare andra blev romerska kolonier.
Det latinska kriget ledde bland annat till att de ausonska städerna Veseris, Ausona, Vescia-Sessa, Minturnae och Sinuessa förstördes.